# Crer para Ver
Crer para Ver é o um álbum ao vivo do cantor André Valadão, lançado em março de 2016 pela gravadora Som Livre.
O projeto foi gravado na cidade de Cabo de Santo Agostinho, Pernambuco, com um repertório em maior parte inédito, contando com as participações de Lukão Carvalho e Mariana Valadão.

## História
André Valadão anunciou a gravação de Crer para Ver e, mais tarde, causou polêmica quando veículos jornalísticos divulgaram que o músico tinha recebido 200 mil reais da prefeitura da cidade para produzir o show. O músico prestou esclarecimentos e o evento não foi cancelado.

## Lançamento
| Críticas profissionais | Críticas profissionais |
| Avaliações da crítica  | Avaliações da crítica  |
| Fonte                  | Avaliação              |
| ---------------------- | ---------------------- |
| Gospel UP              | 6/10                   |
| Super Gospel           | [ 7 ]                  |

Crer para Ver foi lançado nos formatos CD e DVD, além de um combo de CD/DVD, assim como o intérprete fez no álbum Aliança, lançado em 2011. A obra foi lançada também nas plataformas digitais, após a divulgação de dois singles distribuídos ainda em 2015: "Encontrei-me em Ti" (gravado em estúdio e lançado em julho) e "Crer para Ver" (da gravação ao vivo, lançada em dezembro).
O álbum recebeu críticas mistas a negativas. No portal Gospel UP, o disco foi definido como "poluído" e "amontoado de ritmos dispersos que não conversam entre si". No Super Gospel, Crer para Ver recebeu avaliações negativas com relação as letras, tomando por consideração que "são previsíveis e subestimam a inteligência do público".
| #  | Titulo                                               | Duração | Compositor                                    |
| -- | ---------------------------------------------------- | ------- | --------------------------------------------- |
| 01 | Eu Danço                                             | 04:26   | André Valadão                                 |
| 02 | Salmo 34                                             | 03:18   | André Valadão                                 |
| 03 | Vou Me Lembrar do Quê?                               | 05:21   | André Valadão e Jacques Anderson              |
| 04 | Romanos 8:31- (part de Lukão Carvalho)               | 03:37   | André Valadão                                 |
| 05 | Muralhas (Walls)                                     | 05:00   | Jason Walker Versão Brasileira André Valadão  |
| 06 | Espontâneo de Muralhas (Walls)                       | 05:32   | André Valadão                                 |
| 07 | Crer Para Ver                                        | 05:54   | André Valadão                                 |
| 08 | Amor Ardente                                         | 04:15   | André Valadão                                 |
| 09 | Abraça Me                                            | 05:03   | André Valadão                                 |
| 10 | Maravilhosa Graça                                    | 05:46   | André Valadão                                 |
| 11 | Mais de Ti (More Of You) - (part de Mariana Valadão) | 04:37   | Shanno Alford Versão Brasileira André Valadão |
| 12 | Eu e Minha Casa                                      | 05:06   | André Valadão                                 |
| 13 | Encontrei Me Em Ti (Found In You)                    | 05:45   | David Moore Versão Brasileira André Valadão   |
| 14 | É Pra Lá Que Eu Vou                                  | 05:21   | André Valadão                                 |

| #  | Titulo                                               | Duração | Compositor                                    |
| -- | ---------------------------------------------------- | ------- | --------------------------------------------- |
| 01 | Eu Danço                                             | 04:40   | André Valadão                                 |
| 02 | Salmo 34                                             | 06:04   | André Valadão                                 |
| 03 | Vou Me Lembrar do Quê?                               | 05:22   | André Valadão e Jacques Anderson              |
| 04 | Romanos 8:31- (part de Lukão Carvalho)               | 03:30   | André Valadão                                 |
| 05 | Espontâneo Romanos 8:31- (part de Lukão Carvalho)    | 02:38   | André Valadão e Lukão Carvalho                |
| 06 | Muralhas (Walls)                                     | 05:45   | Jason Walker Versão Brasileira André Valadão  |
| 07 | Espontâneo Muralhas (Walls)                          | 08:14   | André Valadão                                 |
| 08 | Crer Para Ver                                        | 05:47   | André Valadão                                 |
| 09 | Amor Ardente                                         | 04:16   | André Valadão                                 |
| 10 | Espontâneo Amor Ardente                              | 03:22   | André Valadão                                 |
| 11 | Abraça Me                                            | 05:11   | André Valadão                                 |
| 12 | Porque Ele Vive (Because He Lives)                   | 02:44   | William J. Gaither / Gloria Gaither           |
| 13 | Maravilhosa Graça                                    | 05:48   | André Valadão                                 |
| 14 | Mais de Ti (More Of You) - (part de Mariana Valadão) | 04:40   | Shanno Alford Versão Brasileira André Valadão |
| 15 | Eu e Minha Casa                                      | 08:52   | André Valadão                                 |
| 16 | Encontrei Me Em Ti (Found In You)                    | 06:31   | Shanno Alford Versão Brasileira André Valadão |
| 17 | É Pra Lá Que Eu Vou                                  | 06:35   | André Valadão                                 |

## Ficha técnica
- André Valadão - vocais, produção musical e piano
- André Lafaete - produção musical e teclado
- Renato Laranjo - guitarra
- Fábio Lucas - Bateria
- Emerson Tatá - Baixo
- Nipe Brasa Trio - Fabricio Hernane - Moisés Nazaré - Jacques Anderson
- Mariana Valadão - vocal em "Mais de Ti"
- Lukão Carvalho - vocal em "Romanos 8:31"
- Chris Simões - Mixagem
- Bruno Vaz - Direção Geral